# Flugplatz Las Dunas

i7
i11
i13
Der Flugplatz Las Dunas (spanisch: Aeródromo Las Dunas, ICAO-Code: SPLH) ist ein öffentlicher Flugplatz in der Stadt Ica der gleichnamigen Region in Peru. Der Flugplatz ist nicht über Flugverbindungen mit anderen Städten verbunden. Stattdessen starten und landen dort Rundflüge über die Nazca-Linien sowie über die Oase von Huacachina. Am Flugplatz befindet sich eine Flugschule.

## Geschichte
Der Flugplatz wurde 1999 erstmals eröffnet. 2011 wurde der Flugplatz von der peruanischen Universität Alas Peruanas aufgekauft. Daraufhin schlossen sie den Flugplatz, um ihn zu renovieren. Am 27. Juni 2019 wurde der Flugplatz wiedereröffnet.

## Flugbetrieb
Vom Flugplatz Las Dunas aus gibt es keine Flugverbindungen zu anderen Städten. Stattdessen starten und landen dort Rundflüge über die Nazca-Linien und die Oase von Huacachina. Somit ist der Flugplatz Las Dunas zusammen mit dem Flughafen Nazca und dem Flughafen Pisco einer der drei Flughäfen oder Flugplätze, die Flüge über die Nazca-Linien anbieten. Diese Flüge werden durch die peruanischen Fluggesellschaften Aerodiana und Móvil Air betrieben.

## Flugschule
Am Flugplatz Las Dunas befindet sich die Flugschule Jorge Chávez, die nach dem peruanischen Luftfahrtpionier Jorge Chávez Dartnell benannt wurde. Die Flugschule wird von der Universität Alas Peruanas betrieben und kann zu jedem Zeitpunkt etwa 15 Flugschüler ausbilden.